# Geamia Sultanului Mahmut
Geamia Sultanului Mahmut, construită în jurul anului 1812 în timpul sultanului Mahmut al II-lea, este situată în localitatea Hârșova, județul Constanța. 
Clădirea, situată pe str. Vadului nr. 8, este înscrisă în Lista monumentelor istorice din județul Constanța cu Cod LMI CT-II-m-A-02892.